# Государственный строй Монголии
Государственное устройство Монголии определяется Конституцией, принятой 12 февраля 1992 года.

## Основы конституционного строя
Статья 3 Конституции Монголии гласит, что вся власть в Монголии находится в руках народа. Народ осуществляет свою власть непосредственно, а также через органы государственной власти и органы местного самоуправления. Согласно её положению никто не может присваивать власть в Монголии. Захват власти или присвоение властных полномочий или их попытка не допускаются по закону.

## Форма правления
Согласно части первой статьи второй Конституции Монголии 1992 года:

Монголия по своему государственному устройству является унитарным государством.
Оригинальный текст (монг.)«Монгол Улс төрийн байгууламжийн хувьд нэгдмэл байна.»

## Государственная власть
Государственная власть в Монголии осуществляется на основе разделения на законодательную, исполнительную и судебную. Великий Государственный Хурал Монголии является высшим законодательным, а Правительство Монголии исполнительным органом государства. Правосудие осуществляется только судом, и осуществление судебной власти другими органами не допускается.

## Глава государства
Глава государства — президент (гражданин Монголии, родившийся здесь, достигший сорока пяти лет, постоянно проживающий в стране последние пять лет), избираемый путём всеобщего прямого и тайного голосования сроком на 6 лет,без права переизбрания.

## Местное самоуправление
Статья 59 главы 4 Конституции определяет, что местное самоуправление в Монголии строится на основе сочетания принципов самоуправления и государственного управления. Органами местного самоуправления в Монголии являются аймачный, столичный, сомонный или окружной Хурал Представителей местных граждан, а в багах и хоронах — Хурал граждан. Органы самоуправления самостоятельно решают вопросы экономического и общественного развития аймаков, сомонов, багов.